# Aielli
Aielli är en ort och kommun i provinsen L'Aquila i regionen Abruzzo i Italien. Kommunen hade 1 479 invånare (2018).